# COVID-19-Pandemie in Liberia

Lage von Liberia

Die COVID-19-Pandemie in Liberia tritt als regionales Teilgeschehen des weltweiten Ausbruchs der Atemwegserkrankung COVID-19 auf und beruht auf Infektionen mit dem Ende 2019 neu aufgetretenen Virus SARS-CoV-2 aus der Familie der Coronaviren. Die COVID-19-Pandemie breitet sich seit Dezember 2019 von China ausgehend aus. Ab dem 11. März 2020 stufte die Weltgesundheitsorganisation (WHO) das Ausbruchsgeschehen des neuartigen Coronavirus als Pandemie ein.

## Lage
Liberia ist ein Entwicklungsland mit etwa 5 Millionen Einwohnern, das an der westafrikanischen Atlantikküste liegt und an Sierra Leone, Guinea und an die Elfenbeinküste grenzt. Liberia ist ein Hochrisikogebiet für verschiedene Krankheiten, weil dort häufig Tropenkrankheiten wie Gelbfieber, Cholera, Dengue-Fieber und ganzjährig Malaria auftreten. Es ist einer der ärmsten Staaten und das Gesundheitswesen des Landes ist auf niedrigem Niveau.
2014 bis 2016 grassierte in den Staaten Liberia, Sierra Leone, Liberia und Guinea eine Ebolafieber-Epidemie mit vielen Todesfällen. Aufgrund dieser Erfahrungen mit Ebola gehen Presse-Kommentatoren davon aus, dass dies ein Grund für den relativ milden Verlauf der COVID-19-Pandemie in Liberia ist. Daneben dürfte auch eine Rolle spielen, dass Liberia früh – bereits ab dem 6. April – COVID-19-Tests auf Flughäfen durchgeführt hat.

## Verlauf und Maßnahmen
Der erste Fall einer Infektion mit dem neuartigen Coronavirus in Liberia wurde am 16. März 2020 dokumentiert. An diesem Tag wurde bekannt, dass ein stellvertretender Landesminister nach seiner Ankunft aus der Schweiz auf dem Roberts International Airport positiv auf COVID-19 getestet wurde.
Alle kommerziellen Flugverbindungen von und nach Liberia sind seit dem 24. März suspendiert. Seit dem 5. März müssen Einreisende aus Deutschland nach Gesundheitsüberprüfungen in eine 14-tägige Quarantäne, die in der Regel Precautionary Observation Centre Star Base stattfindet. Im Großraum Monrovia gelten seit dem 11. April 2020 Ausgangssperren, die mit Einschränkungen des öffentlichen Lebens verbunden sind. Zwischen den Landesteilen Liberias gelten weitreichende Bewegungseinschränkungen.
Am 4. April 2020 zählte das Nationale Gesundheitsinstitut von Liberia den ersten Covid-19-Todesfall bei insgesamt 10 Infizierten. Präsident George Weah gab am 8. April bekannt, dass er über das Land einen Lockdown ab dem 11. April für die darauf folgenden 3 Wochen verhängen werde. Dies zog ein Ausgehverbot, Stopp aller nicht notwendigen Reisen, Schließung aller Schulen, Kirchen, Moscheen, Bars, Strände und Feiern nach sich.
Dieser Maßnahme folgte am 21. April die Aufforderung in der Öffentlichkeit Nase-Gesichtsmasken zu tragen, die ohne Ankündigungen von Konsequenzen erfolgte.
Am 30. August 2020 wurden insgesamt 1304 registrierte Infizierte gemeldet. 872 von ihnen seien genesen und 82 gestorben.

## Internationale Reaktionen
China sicherte Liberia am 18. März medizinische Hilfe zu.
Die US-Botschaft evakuierte ab dem 27. März ihre Bürger außer Landes und am 1. April flog die Europäische Union ihre Bürger aus.
Am 13. April sicherte der Internationale Währungsfonds dem Staat Liberia finanzielle Hilfe für Schuldendienste in nicht genannter Höhe zu.

## Kontroversen
Nach der Veröffentlichung des Namens der ersten infizierten Person, eines stellvertretenden Ministers des Landes, gab es in Liberia darüber kontroverse Diskussionen. Als ein Argument für die Namensveröffentlichung führten Präsident Weah und Informationsminister Lenn Eugene Nagbe an, auf diesem Weg ließen sich Infektionsketten besser rückverfolgen.

## Statistik
Die Fallzahlen entwickelten sich während der COVID-19-Pandemie in Liberia wie folgt:

### Infektionen

Bestätigte Infizierte in Burundi nach Daten der WHO. Oben kumuliert, unten Tageswerte

### Todesfälle

Bestätigte Todesfälle in Burundi nach Daten der WHO. Oben kumuliert, unten Tageswerte